# Catfish Hunter
James Augustus Hunter (Hertford, Carolina del Norte, 8 de abril de 1946-Hertford, Carolina del Norte, 9 de septiembre de 1999), más conocido como Catfish Hunter, fue un jugador profesional estadounidense de béisbol que se desempeñó en la posición de lanzador en las Grandes Ligas de Béisbol (MLB). Es miembro del Salón de la Fama del Béisbol.

## Carrera
Hunter jugó como profesional diez temporadas en Oakland Athletics (1965-1974), después pasó a New York Yankees, donde jugó cinco temporadas (1975-1979), y fue el equipo en el que se retiró.

## Reconocimiento
En 1987, ingresó como miembro al Salón de la Fama del Béisbol.